# Ben Foster
Ben Foster (Boston, Massachusetts, 29 de outubro de 1980) é um ator norte-americano.